# Crichton (Schottland)
Crichton, schottisch-gälisch: Crìochtàn, ist ein aus wenigen Häusern bestehender Weiler in der schottischen Council Area Midlothian. Er liegt im Osten der Region rund vier Kilometer südwestlich von Pathhead und 14 Kilometer südöstlich des Zentrums von Edinburgh. Wenige hundert Meter westlich fließt das Tyne Water, der Oberlauf des Tyne.

## Geschichte
Im späten 14. Jahrhundert ließ John Crichton of Crichton das älteste bekannte Gebäude in Crichton erbauen. Zunächst handelte es sich um ein Tower House, das später unter William Crichton, 1. Lord Crichton zu der Festung Crichton Castle ausgebaut wurde. Nach Aufgabe von Crichton Castle im 17. Jahrhundert, ließen die Lairds von Crichton das Herrenhaus Crichton House erbauen. Als Lordkanzler von Schottland initiierte Lord Crichton in den 1440er Jahren die Errichtung der Crichton Collegiate Church nahe der Festung.
Mit Vogrie House entstand in den 1870er Jahren ein weiteres Herrenhaus in der Umgebung von Crichton. Nachdem James Dewar 1719 die Ländereien erworben hatte, ließen seine Nachfahren das Gebäude am Standort eines Vorgängerbauwerks errichten.

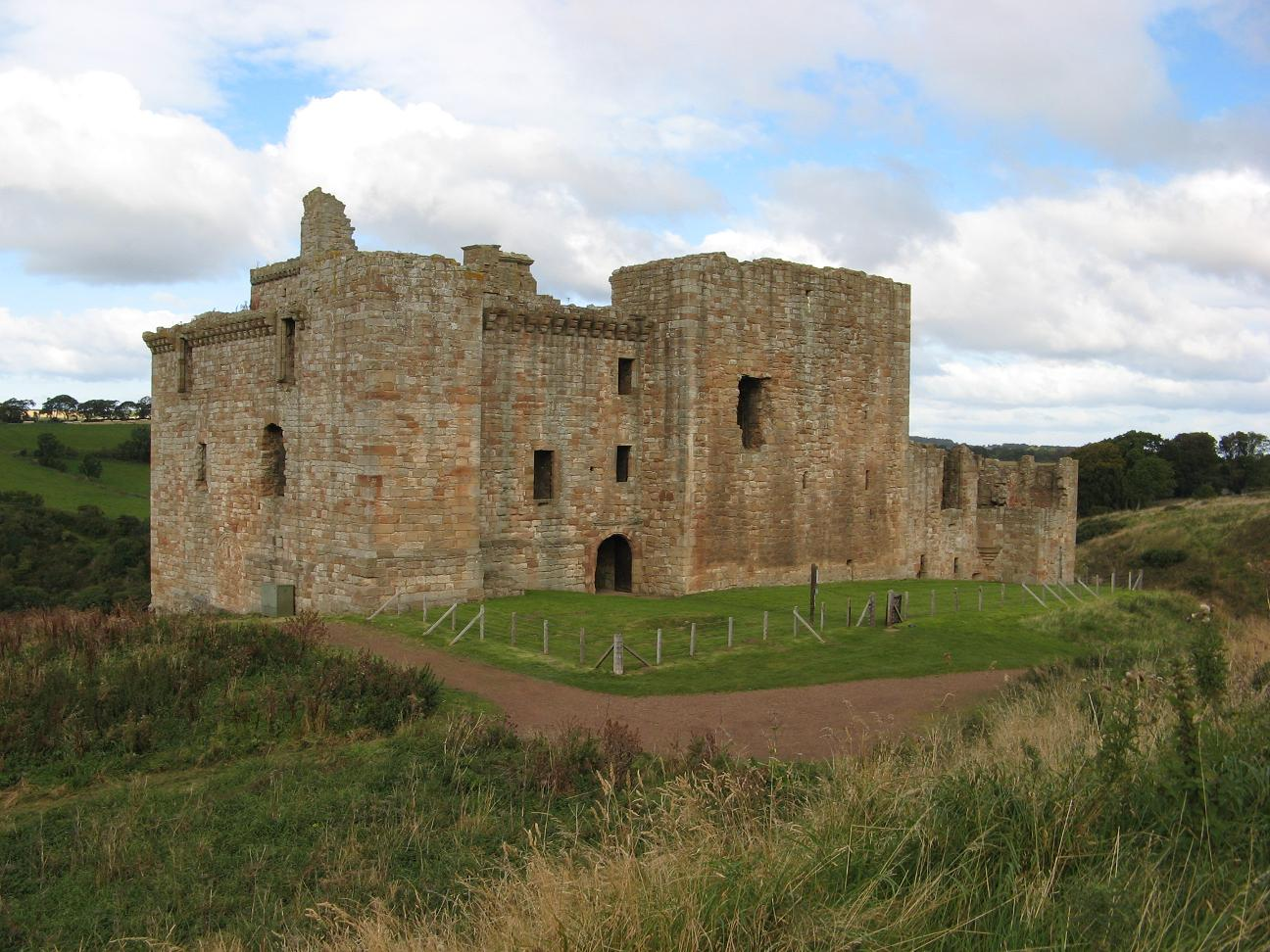
Crichton Castle
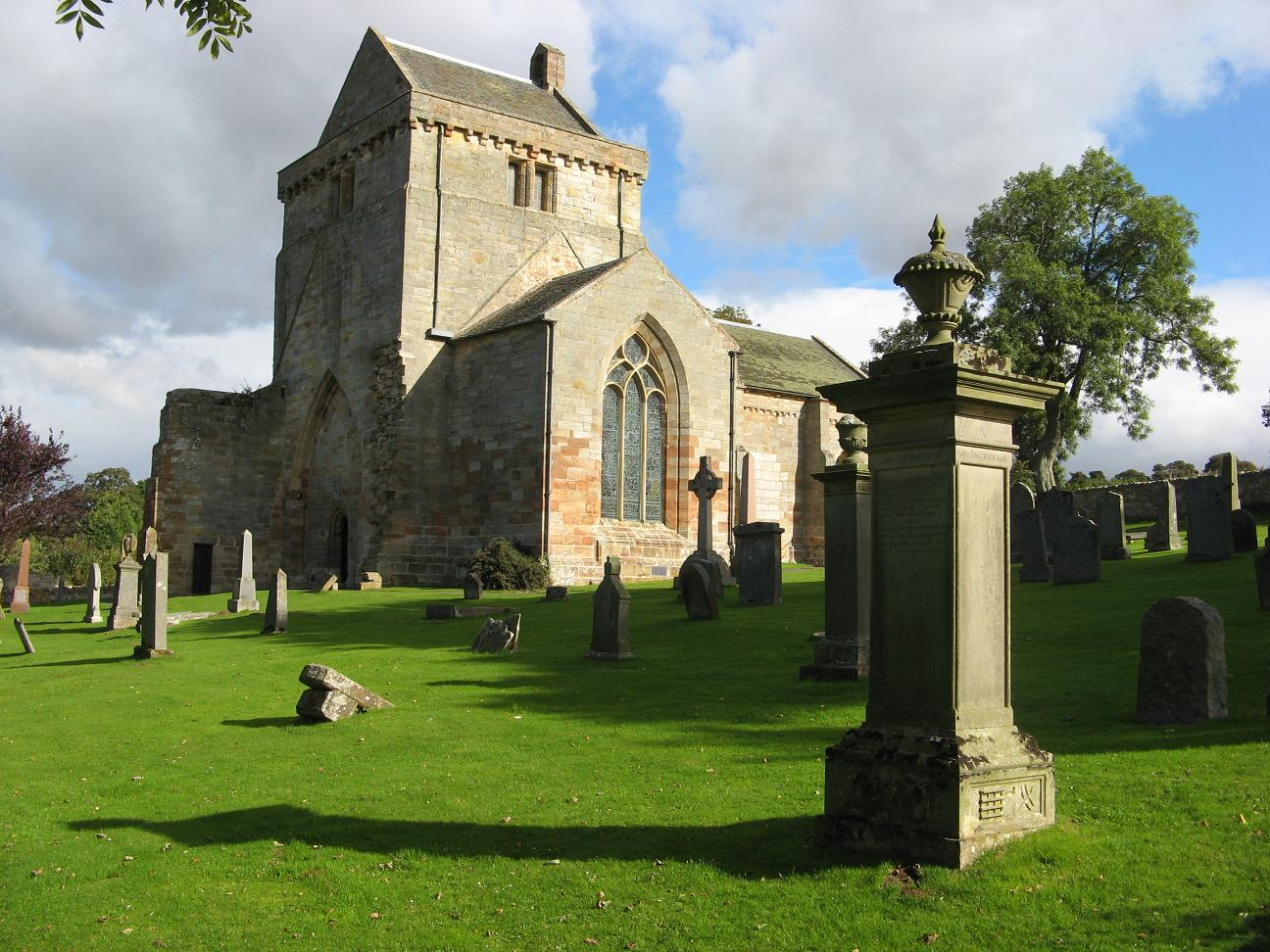
Crichton Collegiate Church
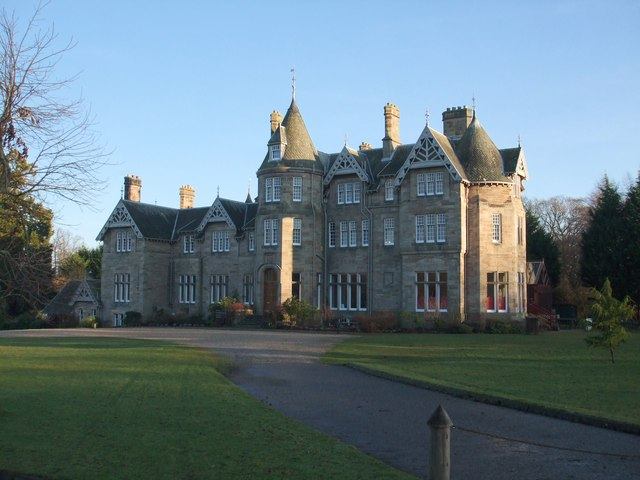
Vogrie House

## Verkehr
Crichton ist an der B6367 gelegen. Diese schließt die Ortschaft an die A68 im Nordosten sowie die A7 im Südwesten an. Mit dem Flughafen Edinburgh befindet sich ein internationaler Verkehrsflughafen rund 22 km nordwestlich.